# Руські Алгаші
Ру́ські Алгаші́ (рос. Русские Алгаши, чув. Вырăс Улхаш) — село у складі Шумерлинського району Чувашії, Росія. Адміністративний центр Русько-Алгашинського сільського поселення.
Населення — 451 особа (2010; 529 у 2002).
Національний склад:
- росіяни — 78 %